# Burg Lippspringe
Die Burg Lippspringe ist die Ruine einer Wasserburg neben der Lippequelle im Kurpark der Stadt Bad Lippspringe im Kreis Paderborn in Nordrhein-Westfalen.

## Geschichte
1312 wurde die Burg erstmals im Besitz des Paderborner Domkapitels erwähnt; sie ist offensichtlich erst kurz vorher erbaut worden. Ob sie an dem Ort einer vorangegangenen Burg des 1235 erstmals erwähnten Geschlechts der Edelherren von Lippspringe errichtet wurde, ist unbekannt. Dafür spricht, dass ihr ansonsten unbekannter Stammsitz in der entsprechenden Urkunde „an den Quellen der Lippe“ verortet wird. Die Burg diente der Schaffung einer Ausweichresidenz des Domkapitels von der zunehmend selbstbewussten Stadt Paderborn und der Schutz seines in der Gegend von Lippspringe konzentrierten Grundbesitzes. Das Burglehen wurde an wechselnde Adelsfamilien vergeben, bevorzugt aber an die Herren von Westphalen. 1350 wurde sie durch Graf Otto von Waldeck erobert und niedergebrannt. Danach wurde das heute als Ruine erhaltene Amtshaus errichtet. Aufgrund ihrer strategischen Bedeutung wurde sie in den Fehden zu Beginn des 15. Jahrhunderts mehrmals belagert und 1414 fast vollständig zerstört. 1482 wurde die Burg noch einmal neu befestigt. Im Dreißigjährigen Krieg wurde sie erneut stark in Mitleidenschaft gezogen, am Ende war die Burgkapelle zerstört und die Burg in einem sehr schlechtem Zustand. Ab 1660 wurde sie nicht mehr als Lehen vergeben. Nach dem Siebenjährigen Krieg war die Burg nur noch eine Ruine. In den 1760ern wurde die Vorburg neu errichtet. Bis 1785 residierte im Amtshaus ein Amtmann, dann wurde dessen Dach abgerissen und die Inneneinrichtung zerstört. Nach der Säkularisation wurde die Burg 1803 preußische Staatsdomäne 1816 wurde die Ruine öffentlich versteigert und durch ihren neuen Besitzer mit Ausnahme des Amtshauses abgerissen; zudem wurden die Wassergräben zugeschüttet. 1906/07 wurde auf den Grundmauern des Haupthauses der Kursaal errichtet, dieser wurde 1955/56 zum heute noch bestehenden Kongresshaus umgebaut. Seit 1946 ist die Burg im Besitz der Stadt Bad Lippspringe.

## Beschreibung
Die Burganlage war zweigeteilt und erstreckte sich östlich des Lippequellbeckens. Vorburg und Hauptburg waren beide jeweils von einem ringförmigen Wassergraben umgeben, der von der Lippe gespeist wurde. Die Größe der Hauptburg dürfte ungefähr 40 × 24 m betragen haben. Das Amtshaus als einzig erhaltenes Bauteil lag ursprünglich an der Südseite der Burg. An seiner Südwestecke wurde bei einer Ausgrabung 1986 eine Pfahlgründung gefunden, die möglicherweise von einem Turm stammt. Das weitere Aussehen der Burg lässt sich in der Weise rekonstruieren, dass sich im Norden – unter der heutigen Kongresshalle – das Herrenhaus mit zwei Ecktürmen an der Nordfassade befand. Im Osten schloss sich im rechten Winkel die Burgkapelle an. Zwischen ihr und dem Amtshaus befand sich vermutlich der Eingang. Die verschiedenen frühen bildlichen Darstellungen widersprechen sich aber zum Teil, so dass aus ihnen kein klares Bild vom Aussehen der Burg gewonnen werden kann. Möglicherweise stand auch im Westen des Burgareals oberhalb des Lippequellteichs ein Gebäudekomplex. Ein Bergfried lässt sich aus Schriftquellen der Jahre 1351 und 1550 erschließen, sein Standort ist aber unsicher.
Die Reste eines ehemaligen Wohnbaus und des Amtshauses, einer Umfassungsmauer und der historische Burgkeller sind noch erhalten.